# Fiction Records
Fiction Records — британський лейбл, заснований Крісом Перрі, найвідоміший співпрацею з The Cure. Бувши раніше незалежним, лейбл тепер належить Polydor, дочірній компанії Universal Music Group.